# Panelus keralai
Panelus keralai là một loài bọ cánh cứng trong họ Bọ hung (Scarabaeidae).